# Podocarpus latifolius
Espèce
Classification phylogénétique
Statut de conservation UICN

 LC  : Préoccupation mineure
Podocarpus latifolius est une espèce de plantes de la famille des Podocarpaceae. C'est un arbre conifère originaire d'Afrique : Soudan, Kenya, Tanzanie, Ouganda, Cameroun, République démocratique du Congo, Nigeria, Angola, Malawi, Mozambique, Zambie, Zimbabwe, Afrique du Sud et Swaziland.
Il est utilisé pour son bois.

## Synonymes
- Taxus latifolia Thunb.
- Podocarpus milanjianus Rendle
- Podocarpus thunbergii Hook.